# Gustavo Roverano
Gustavo Roverano nació el 22 de julio de 1967 en Uruguay. Es un futbolista retirado, uruguayo de nacimiento, nacionalizado peruano. Su posición era la de arquero.

## Trayectoria

### Como jugador
Debutó muy joven a los 17 años, en el Club Atlético Cerro (1984 - 1991), donde cumplió un gran papel en ese transcurso lo que lo llevó a ser visto por equipos de otros países. Es ahí en donde emigró al Deportes Concepción de Chile, en donde estuvo todo el año 1992, allí fue donde ganó experiencia como guardameta internacional.
Luego, en 1993 regresó al Club Atlético Cerro, ya que había culminado su contrato con el Deportes Concepción, el club chileno se deshizo de sus servicios, y retomando la falta de guardameta en esa época del cuadro uruguayo, decidió volver a contratar a Roverano.
En 1994 Roverano cambió de club, mudándose al Club Atlético Bella Vista de su mismo país, ese fue un año importante para él, pues es ahí donde empezaría una nueva vida. 
En 1995 firmó contrato con la Asociación Deportiva Unión Magdalena de Santa Marta de Colombia; en donde desempeño un gran papel siendo titular indiscutible en aquel equipo.
En 1996 regresó a Uruguay, en donde el Central Español Fútbol Club se hizo de sus servicios. Allí cumplió una temporada regular el cual lo llevó a pisar suelo peruano, exactamente en el Deportivo Pesquero - que contaba en ese entonces con el joven delantero Claudio Pizarro - , que fue su club por todo el año 1997 y 1998 respectivamente.
Sus excelente actuaciones en 1998 con el club Deportivo Pesquero hizo que el Alianza Atlético de Sullana lo contrate por dos temporadas (1999 y 2000); donde realizó otras excelentes temporadas, lo hizo que Alianza Lima, un grande del fútbol peruano, se interese por él. Gustavo Roverano abandonó las filas del Alianza Atlético de Sullana en el año 2000, y para el año 2001 empezó a defender la valla de Alianza Lima, donde tuvo una temporada regular, pero aseguró el titularato para el año siguiente. Estuvo a punto de irse al extranjero, pero el cariño de la hinchada blanquiazul lo obligó a quedarse una temporada más.
En el 2003 tuvo que nacionalizarse peruano con urgencia debido a que Alianza Lima contaba con 4 extranjeros, lo cual significaba que solo podían estar 3 en la lista de 18 cada partido que jugásen. Por ello Roverano se nacionalizó, para que los 4 extranjeros pudiesen jugar en un solo partido sin ningún problema.
Esa temporada fue terrible para Roverano, las críticas que recibía por parte del equipo hizo que abandone el club para la temporada 2004.
El Sporting Cristal lo contrató para esa temporada, con una fuerte cantidad de dinero, lo cual el guardameta no desaprovechó.
Sorprendentemente no fue el guardameta titular, siendo el suplente del joven Erick Delgado.
Para el año 2005 fichó para el Club Deportivo Universidad San Martín de Porres, donde su rendimiento bajó rotundamente por muchas de las lesiones que sufrió.
Su rendimiento volvió a ser el mismo un año después en el Club José Gálvez de Chimbote, donde su equipo luchó por no descender cosa que casi lo consiguen, cuando tuvieron que irse a partido definitorio contra el Sport Boys del Callao para definir la permanencia en la máxima categoría. El conjunto chimbotano no pudo y fue derrotado en la definición por penales.
Roverano decidió firmar por el Total Clean a comienzos de la temporada 2007, donde vuelve a luchar por no descender. En el torneo Apertura el equipo hizo una campaña muy mala, y durante el Clausura no mejoró lo cual le significó el descenso a Segunda División.
Durante el 2008 jugó por el Garcilaso de la Copa Perú, club en el cual terminaría su carrera futbolística.

### Como entrenador
Debutó como entrenador el 2009 con Universidad San Martín
- 2013: Deportivo Coopsol

- 2015:Alianza Lima por el Torneo Clausura.

- 2016: Alianza Atlético

- 2018: Club Sport Cartaginés

- 2018 entrena a Cienciano clasificando al cuadrangular.

- 2019 entrena por segunda vez a Alianza Atlético de la Liga 2 para devolverlo a la Liga 1.

- 2022, tras 10 meses a cargo de la Selección de fútbol sub-20 de Perú, renunció debido a malos resultados.

- 2023, inicia un nuevo sueño esta vez en la Liga 2 con el Alfonso Ugarte pero debido a problemas con la dirigencia su paso por el club puneño fue breve.

## Clubes

### Como futbolista
| Club                   | País     | Año       |
| ---------------------- | -------- | --------- |
| Cerro                  | Uruguay  | 1984-1991 |
| Deportes Concepción    | Chile    | 1992      |
| Cerro                  | Uruguay  | 1993      |
| Bella Vista            | Uruguay  | 1994      |
| Unión Magdalena        | Colombia | 1995      |
| Central Español        | Uruguay  | 1996      |
| Deportivo Pesquero     | Perú     | 1997-1998 |
| Alianza Atlético       | Perú     | 1999-2000 |
| Alianza Lima           | Perú     | 2001-2003 |
| Sporting Cristal       | Perú     | 2004      |
| Universidad San Martín | Perú     | 2005      |
| José Gálvez            | Perú     | 2006      |
| Total Clean            | Perú     | 2007      |
| Garcilaso              | Perú     | 2008      |

### Como entrenador
| Club                       | País       | Año  |
| -------------------------- | ---------- | ---- |
| Universidad San Marcos     | Perú       | 2009 |
| Deportivo Coopsol          | Perú       | 2013 |
| Alianza Lima (Reservas)    | Perú       | 2015 |
| Alianza Lima               | Perú       | 2015 |
| Alianza Atlético           | Perú       | 2016 |
| C.S. Cartaginés            | Costa Rica | 2018 |
| Cienciano                  | Perú       | 2018 |
| Alianza Atlético           | Perú       | 2019 |
| Sport Chavelines           | Perú       | 2020 |
| Selección de fútbol sub-20 | Perú       | 2022 |
| Alfonso Ugarte             | Perú       | 2023 |
| Comerciantes FC            | Perú       | 2024 |

## tadísticas como entrenador
| Deportivo Coopsol · Perú     | 2.ª                 | 2013                | 7   | 2  | 2  | 3  | - | - | - | - | - | - | - | - | - | - | - | - | 7   | 2  | 2  | 3  | 43.91% |  |
| Deportivo Coopsol · Perú     | Total               | Total               | 7   | 2  | 2  | 3  | - | - | - | - | - | - | - | - | - | - | - | - | 7   | 2  | 2  | 3  | 43.91% |  |
| Alianza Lima · Perú          | 1.ª                 | 2015                | 21  | 9  | 3  | 9  | - | - | - | - | - | - | - | - | - | - | - | - | 21  | 9  | 3  | 9  | 43.91% |  |
| Alianza Lima · Perú          | Total               | Total               | 21  | 9  | 3  | 9  | - | - | - | - | - | - | - | - | - | - | - | - | 21  | 9  | 3  | 9  | 43.91% |  |
| Alianza Atlético · Perú      | 2.ª                 | 2016                | 44  | 16 | 7  | 21 | - | - | - | - | - | - | - | - | - | - | - | - | 44  | 16 | 7  | 21 | 43.91% |  |
| C.S. Cartaginés · Costa Rica | 1.ª                 | 2017-18             | 14  | 1  | 6  | 7  | - | - | - | - | - | - | - | - | - | - | - | - | 14  | 1  | 6  | 7  | 43.91% |  |
| C.S. Cartaginés · Costa Rica | Total               | Total               | 14  | 1  | 6  | 7  | - | - | - | - | - | - | - | - | - | - | - | - | 14  | 1  | 6  | 7  | 43.91% |  |
| Cienciano · Perú             | 2.ª                 | 2018                | 34  | 21 | 5  | 8  | - | - | - | - | - | - | - | - | - | - | - | - | 34  | 21 | 5  | 8  | 43.91% |  |
| Cienciano · Perú             | Total               | Total               | 34  | 21 | 5  | 8  | - | - | - | - | - | - | - | - | - | - | - | - | 34  | 21 | 5  | 8  | 43.91% |  |
| Alianza Atlético · Perú      | 2.ª                 | 2019                | 26  | 11 | 6  | 9  | - | - | - | - | - | - | - | - | - | - | - | - | 26  | 11 | 6  | 9  | 43.91% |  |
| Alianza Atlético · Perú      | Total               | Total               | 70  | 27 | 13 | 30 | - | - | - | - | - | - | - | - | - | - | - | - | 70  | 27 | 13 | 30 | 43.91% |  |
| Sport Chavelines · Perú      | 2.ª                 | 2020                | 8   | 4  | 2  | 2  | - | - | - | - | - | - | - | - | - | - | - | - | 8   | 4  | 2  | 2  | 43.91% |  |
| Sport Chavelines · Perú      | Total               | Total               | 8   | 4  | 2  | 2  | - | - | - | - | - | - | - | - | - | - | - | - | 8   | 4  | 2  | 2  | 43.91% |  |
| Alfonso Ugarte · Perú        | 2.ª                 | 2023                | 7   | 2  | 4  | 1  | - | - | - | - | - | - | - | - | - | - | - | - | 7   | 2  | 4  | 1  | 43.91% |  |
| Alfonso Ugarte · Perú        | Total               | Total               | 7   | 2  | 4  | 1  | - | - | - | - | - | - | - | - | - | - | - | - | 7   | 2  | 4  | 1  | 43.91% |  |
| Comerciantes FC P Perú       | 2.ª                 | 2024                | 26  | 11 | 11 | 4  | - | - | - | - | - | - | - | - | - | - | - | - | 26  | 11 | 11 | 4  | 63.46% |  |
| Total en su carrera          | Total en su carrera | Total en su carrera | 161 | 66 | 35 | 60 | - | - | - | - | - | - | - | - | - | - | - | - | 161 | 66 | 35 | 60 | 49.18% |  |
| 1. 2.                        |                     |                     |     |    |    |    |   |   |   |   |   |   |   |   |   |   |   |   |     |    |    |    |        |  |

#### Resumen estadístico
| Competición                    | Partidos | Ganados | Empatados | Perdidos | Rendimiento |
| ------------------------------ | -------- | ------- | --------- | -------- | ----------- |
| Primera División de Perú       | 21       | 9       | 3         | 9        | 20.83%      |
| Segunda División de Perú       | 126      | 56      | 26        | 44       | 45.62%      |
| Primera División de Costa Rica | 14       | 1       | 6         | 7        | 11.11%      |
| Selección sub-20               | 12       | 1       | 4         | 7        | 11.11%      |
| Total                          | 173      | 67      | 39        | 67       | 42.12%      |

## Palmarés

### Campeonatos nacionales
| Título           | Club         | País | Año  |
| ---------------- | ------------ | ---- | ---- |
| Primera División | Alianza Lima | Perú | 2001 |
| Primera División | Alianza Lima | Perú | 2003 |

### Distinciones individuales
| Distinción                 | Año  |
| -------------------------- | ---- |
| Arquero del año en el Perú | 2002 |